# Clara-Zetkin-Park (Berlin)
Der Clara-Zetkin-Park ist eine Wohngebiets-Grünanlage im Berliner Ortsteil Marzahn des Bezirks Marzahn-Hellersdorf. Er wurde bei der Bebauung des gesamten Quartiers Marzahn-Nord um 1983 geplant und am 4. März 1987 in Vorbereitung des 750. Stadtjubiläums von Berlin feierlich benannt.

## Lage und Namensherkunft
Der rund 1,8 Hektar große und langgestreckte Park befindet sich innerhalb des Straßensystems Niemegker Straße, Wittenberger Straße, Wörlitzer Straße und Flämingstraße. Die Grenzen des Parks sind nicht scharf markiert, sondern werden durch Gebäude, Straßenzüge oder Fußwege gebildet oder durchschnitten. Etwa neun Zehntel der Parkfläche stehen unter Verantwortung des Natur- und Umweltamtes, der Rest gehört der Wohnungsbaugesellschaft Marzahn. Der Park selbst besteht aus einzelnen unterschiedlich gestalteten Bereichen.
Seinen Namen – nach der Frauenrechtlerin Clara Zetkin – erhielt er durch Beschluss des XII. Kongresses des Demokratischen Frauenbundes Deutschlands (DFD) in Berlin.
Östlich der Straßenbahntrasse Borkheider Straße und einige Meter Luftlinie von dem hier beschriebenen Park setzt sich die Grünfläche fort, die vom Berliner Senat als Clara-Zetkin-Park II bezeichnet wird. Diese erhielt im Jahr 1994 einen „Wasserspielplatz“ – eine Brunnenanlage mit Plantsch- und Klettermöglichkeiten nach Entwürfen von Hans-Peter Goettsche.

## Geschichte

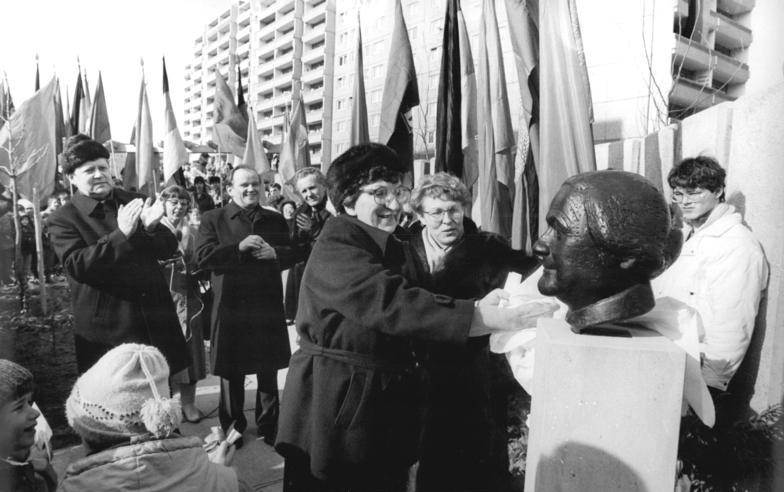
Feierliche Enthüllung einer Clara-Zetkin-Büste anlässlich der Namensvergabe des Clara-Zetkin-Parks 1987

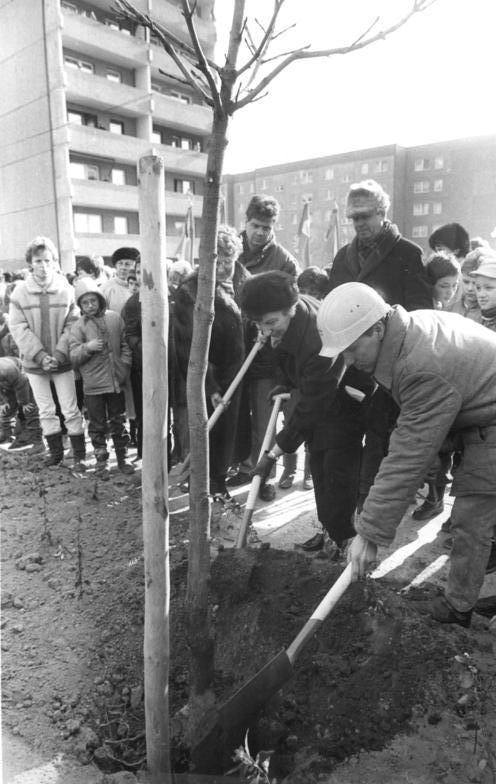
Erste Bäume wurden im März 1987 gepflanzt

Am Vorabend des XII. Bundeskongresses des DFD erfolgte die Namensgebung und Einweihung des neuen Wohngebietsparks in Marzahn-Nord. Ilse Thiele, Vorsitzende des DFD, enthüllte eine vom Bildhauer Walter Arnold geschaffene Clara-Zetkin-Büste. Dem feierlichen Akt wohnten unter anderem die Berliner Politiker Günter Schabowski und Erhard Krack, Oberbürgermeister von Ost-Berlin, sowie zahlreiche Delegierte des Kongresses aus dem In- und Ausland bei. Der Clara-Zetkin-Park wurde der Hauptstadt der DDR von der Frauenorganisation zum Geschenk gemacht. Die bei der Namensgebung anwesenden Personen pflanzten symbolisch die ersten Bäume für den Park. Die Büste war überlebensgroß und auf einem etwa einen Meter hohen Sockel montiert. Im Jahr 1989 wurde das kleine Denkmal durch Betonstelen gerahmt mit einer würdigenden Inschrift, die aus den Kunstateliers Götz Dorl und Horst Baudisch stammten. Nach mehrfachen Beschädigungen wurde die Büste Anfang der 1990er Jahre gestohlen.
Das Bezirksamt beschloss, dass die vor dem Lehrerbildungsinstitut in der Wustrower Straße (Hohenschönhausen) im Jahr 1986 aufgestellte Zetkin-Statue (Eigentum des Berliner Senats) im Zentrum des Clara-Zetkin-Parks einen neuen Standort erhält. Die Bronzeskulptur wurde von Gerhard Thieme geschaffen. Sie ist 2,65 Meter hoch, etwa 40 kg schwer und steht auf einem niedrigen Postament inmitten eines Blumenbeetes.
Der Park wurde von 2021 bis 2022 neu gestaltet und am 7. September 2022 wiedereröffnet.

## Gestaltungselemente und Nutzung

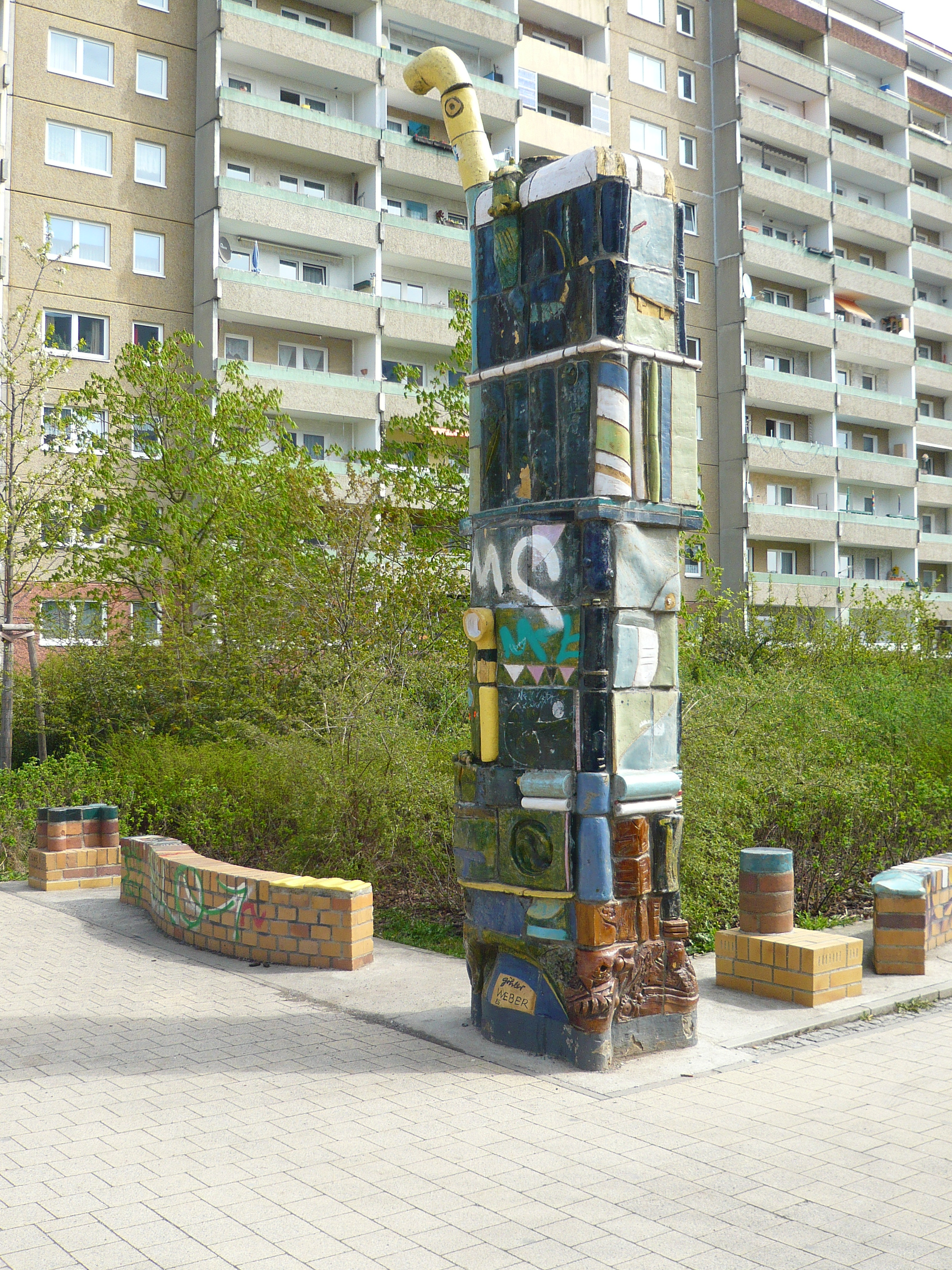
Sitzlandschaft

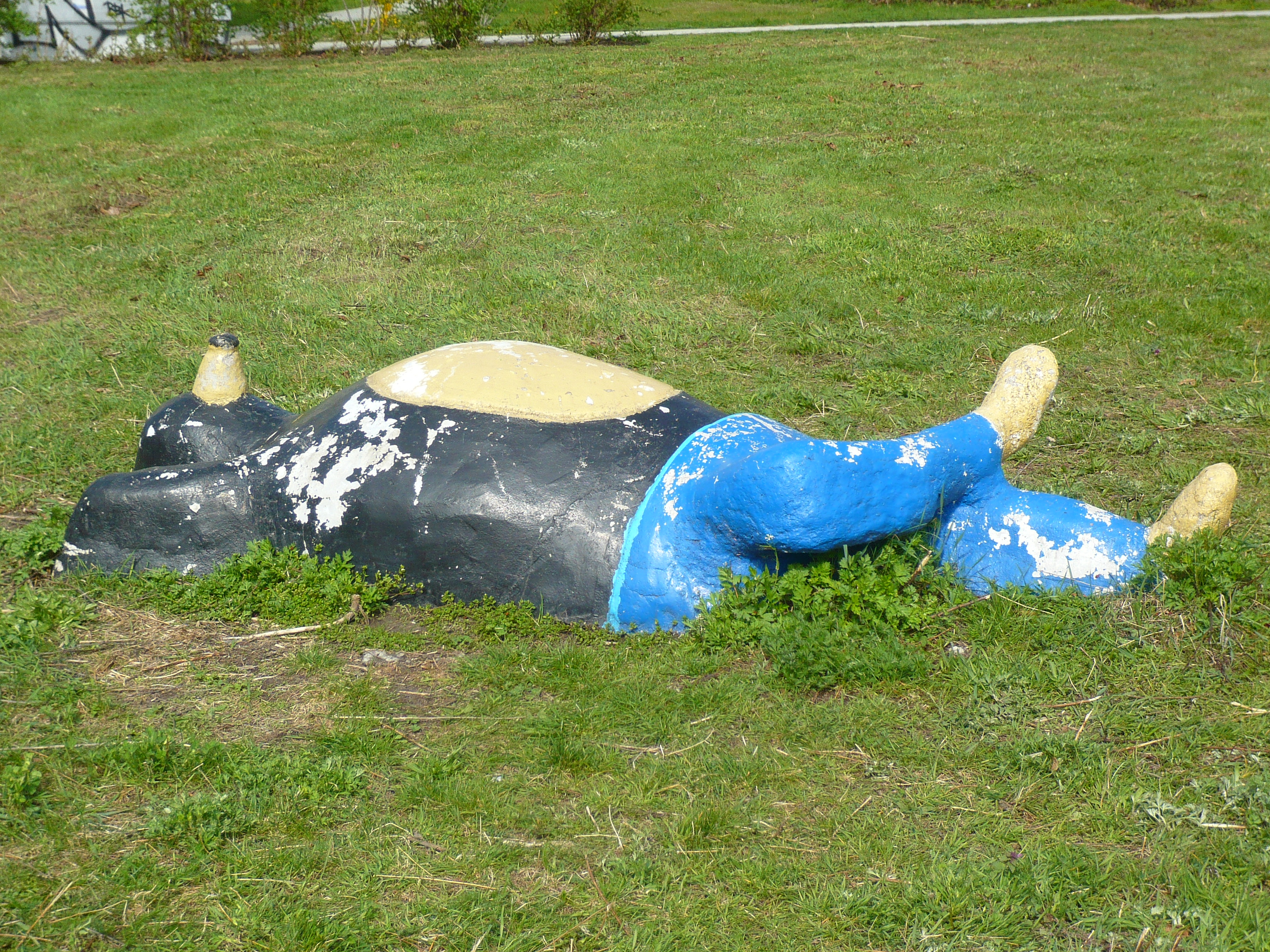
Liegender Maulwurf im Clara-Zetkin-Park

Wichtigstes Element ist die Statue von Clara Zetkin. Sie dient alljährlich als Treffpunkt zum Internationalen Frauentag und steht in einem Blumenrondell, das ständig gepflegt wird. Daneben sind weitere Kunstwerke, Sitzecken, Liegewiesen oder Spielfiguren vorhanden oder im Laufe der Zeit hinzugekommen. Die folgende Zusammenstellung nennt einige Elemente:
- Im nördlichen Bereich des Platzes befindet sich seit 1985 eine Sitzlandschaft, dessen auffälligstes Element eine skurrile 4,50 Meter hohe Skulptur ist. Sie wirkt wie aus Schrottteilen zusammengefügt, besteht aber aus farbig glasierten Klinkersteinen und regt die Fantasie des Betrachters gehörig an. Daneben sind Sitzelemente aus gelben Ziegelsteinen aufgemauert. Der Komplex entstand nach Plänen von Wolfgang Weber und Horst Göhler und wurde bereits 1985 hier aufgestellt. Im Jahr 2007 erfolgte eine umfassende Sanierung.[7]
- Spielfiguren: Im Rahmen eines vom Verein Fusion e. V. initiierten Kulturprojektes gemeinsam mit Kindern und Jugendlichen aus dem Quartier wurden 2002/2003 mehrere kindliche Figuren wie ein Fliegenpilz, eine Schildkröte, ein Panther, ein Krokodil, ein Hund und ein Maulwurf entworfen. Unter Anleitung der Künstler Sandra Burghardt und Wolfgang Janzer stellten die Jugendlichen die Figuren aus Glasfaserpolyester selbst her und bemalten sie bunt. Ein stabiler Stahlkern garantiert die sichere Benutzung. Sie sind an unterschiedlichen Orten am Rande des Parks aufgestellt.[4]
- Sitzrondells: Nach Bürgerentscheid wurden früher vorhandene Bänke in den Jahren 2006/2007 durch neue Sitzgelegenheiten aus Österreich ersetzt. Die Erholungsoasen sind mit Granitstelen und bemalten Mauern vom Gehwegbereich etwas abgetrennt.
- Friedenssteine: Im Februar 2023 wurden drei Findlinge als Friedenssteine aufgestellt.[8]
- Im Bereich Niemegker Straße befindet sich ein Kinderspielplatz mit Rutsche und Kletternetz.